# Energetic Particles Explorer

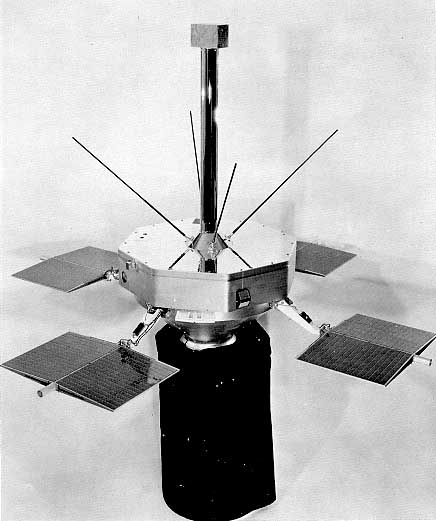
Explorer-15 (EPE-C)

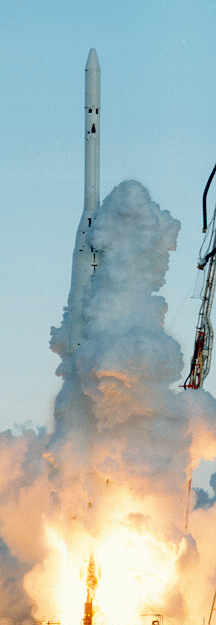
Start von Explorer 14 (EPE-B) auf einer Delta-A-Rakete

Energetic Particles Explorer (EPE, ursprünglich auch S-3) war eine Serie von vier Forschungssatelliten im Explorer-Programm der NASA. Sie dienten der Untersuchung von geladenen Teilchen im Erdmagnetfeld und im Sonnenwind.
Um die Untersuchung der Strahlungsgürtel zu ermöglichen, wurden die Satelliten von der Cape Canaveral Air Force Station mit Delta-Raketen in hochelliptische Umlaufbahnen gebracht.
Explorer 15 diente speziell der Erforschung des durch den Starfish-Prime-Kernwaffentest entstandenen künstlichen Strahlungsgürtels.

## Aufbau
Die Satellitenstruktur hatte die Form eines oktogonalen Prismas, das auf der Unterseite mit einem konischen Adapter zur Trägerrakete hin abschloss. Vier windmühlenartig angeordnete Solarzellenausleger wurden nach dem Start ausgefaltet und dienten der Energieversorgung der Satelliten. Auf der Oberseite war auf einem Mast ein Magnetometer angebracht.
Die Satelliten der EPE-Serie waren spinstabilisiert.
Die Instrumentierung bestand aus dem Magnetometer sowie verschiedener Protonen-, Elektronen- und Plasma-Detektoren.

## Missionen
| Explorer    | Name  | Datum             | Startrakete | Startort           | Apogäum | Perigäum  | Bahnneigung | Masse | Bemerkungen                        |
| ----------- | ----- | ----------------- | ----------- | ------------------ | ------- | --------- | ----------- | ----- | ---------------------------------- |
| Explorer 12 | EPE-A | 16. August 1961   | Delta       | Cape Canaveral AFS | 314 km  | 77.310 km | 33,10°      | 38 kg | Arbeitete bis zum 6. Dezember 1961 |
| Explorer 14 | EPE-B | 2. Oktober 1961   | Delta-A     | Cape Canaveral AFS | 281 km  | 98.530 km | 32,95°      | 40 kg | Arbeitete bis zum 11. August 1963  |
| Explorer 15 | EPE-C | 27. Oktober 1962  | Delta-A     | Cape Canaveral AFS | 313 km  | 17.640 km | 18,02°      | 45 kg | [ 3 ]                              |
| Explorer 26 | EPE-D | 21. Dezember 1964 | Delta-C     | Cape Canaveral AFS | 316 km  | 26.191 km | 20,14°      | 46 kg | Arbeitete bis zum 26. Mai 1967     |